# Daniel Kaluuya
Daniel Kaluuya (n. 24 februarie 1989, Londra, Anglia, Regatul Unit) este un actor și scriitor britanic, cel mai cunoscut pentru rolul lui Chris Washington din filmul Fugi!, pentru care a fost nominalizat la premiile Oscar, Globul de Aur, respectiv BAFTA. Acesta a mai apărut și în alte filme cunoscute, cum ar fi Johnny English... se întoarce!, Rupe-tot 2: Noii supereroi sau Black Panther.

## Origine
Acesta s-a născut în Londra, părinții lui fiind din Uganda.

## Filmografie

### Film
| An   | Titlu                                 | Rol                                       | Note                   |
| ---- | ------------------------------------- | ----------------------------------------- | ---------------------- |
| 2006 | Shoot the Messenger                   | Reece                                     |                        |
| 2008 | Cass                                  | Young Cass Pennant                        |                        |
| 2010 | Chatroom                              | Mo                                        |                        |
| 2011 | Johnny English Reborn                 | Agent Colin Tucker                        |                        |
| 2013 | Welcome to the Punch                  | Juka Ogadowa                              |                        |
| 2013 | Kick-Ass 2                            | Black Death                               |                        |
| 2015 | Sicario                               | Reggie Wayne                              |                        |
| 2017 | Get Out                               | Chris Washington                          |                        |
| 2018 | Black Panther                         | W'Kabi                                    |                        |
| 2018 | Widows                                | Jatemme Manning                           |                        |
| 2019 | Queen & Slim                          | Ernest "Slim" Hines                       | Și producător executiv |
| 2020 | A Christmas Carol                     | Ghost of Christmas Present (voce)         |                        |
| 2021 | Judas and the Black Messiah           | Fred Hampton                              |                        |
| 2022 | Honk for Jesus. Save Your Soul.       | N/A                                       | Producător             |
| 2022 | Nope                                  | Otis Jr. "OJ" Haywood                     |                        |
| 2023 | Spider-Man: Across the Spider-Verse † | Hobart "Hobie" Brown / Spider-Punk (voce) | În producție           |